# Wendy Sherman
Wendy Ruth Sherman est une diplomate, enseignante et fonctionnaire américaine.

## Biographie
Elle naît le 7 juin 1949 à Baltimore, ville où elle est assistante sociale dans les années 1980. Elle est secrétaire d'État adjointe aux Affaires législatives du 12 mai 1993 au 29 mars 1996 ; elle devient la première femme sous-secrétaire aux Affaires politiques américaines, nommée également sous la présidence de Bill Clinton. Elle tente alors d’élaborer un accord avec les Nord-Coréens visant à mettre un terme à leurs efforts pour fabriquer des armes nucléaires, connu sous le surnom de Silver Fox. Elle a été la directrice de EMILY's List et enseignante à la Harvard Kennedy School.

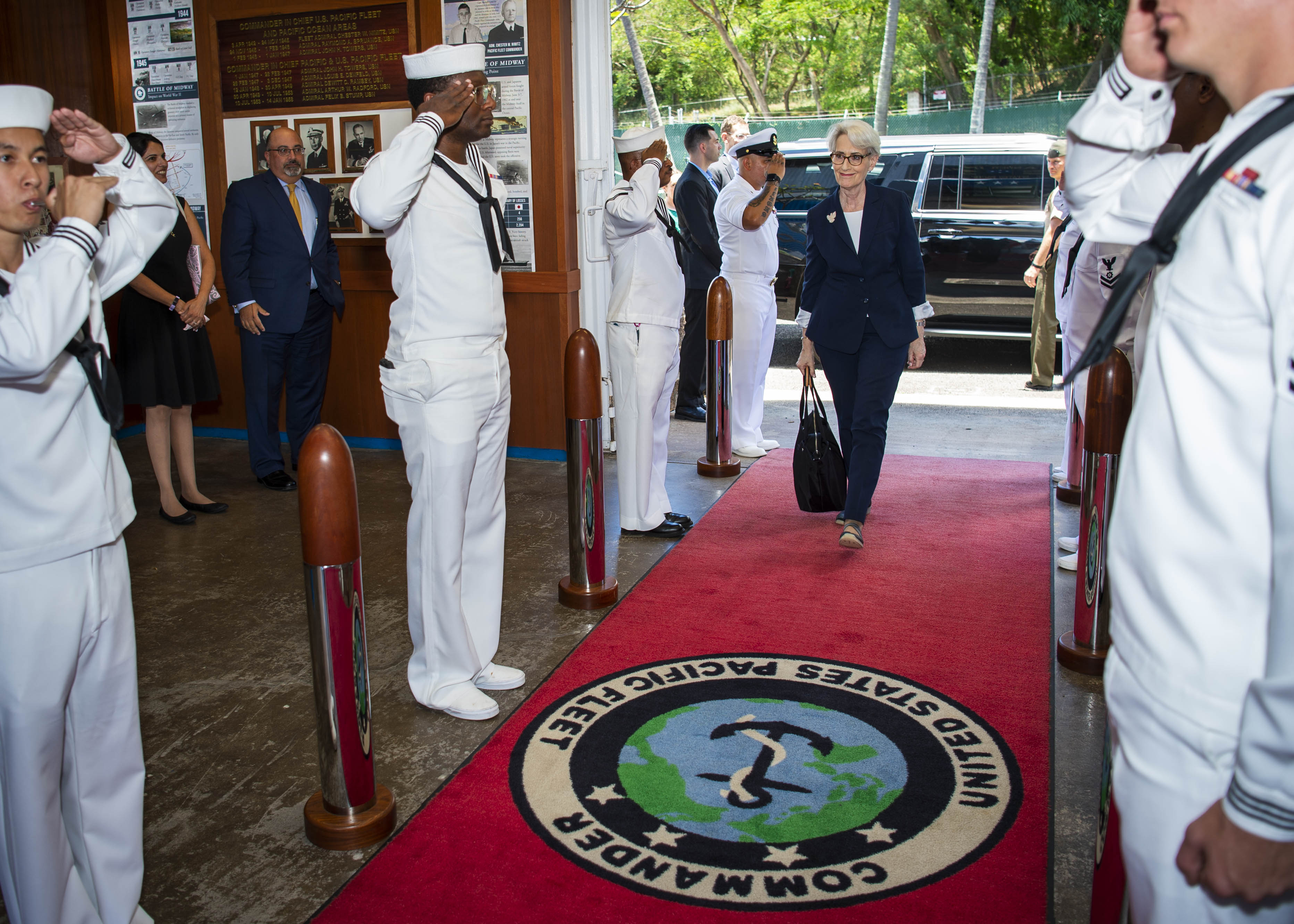
En juin 2021 arrivant à l'United States Indo-Pacific Command.
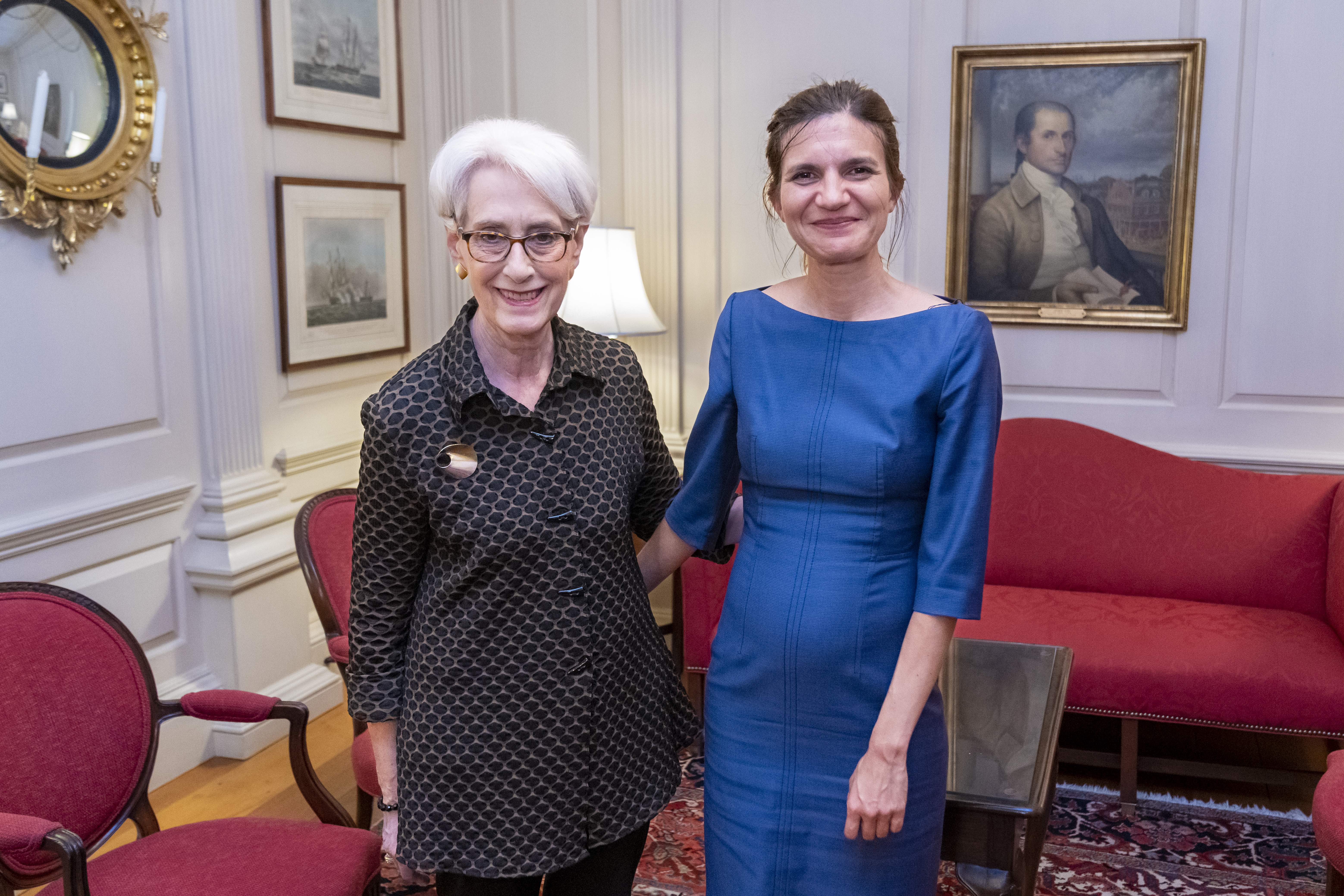
Avec Alice Rufo de la Direction générale des Relations internationales et de la Stratégie.
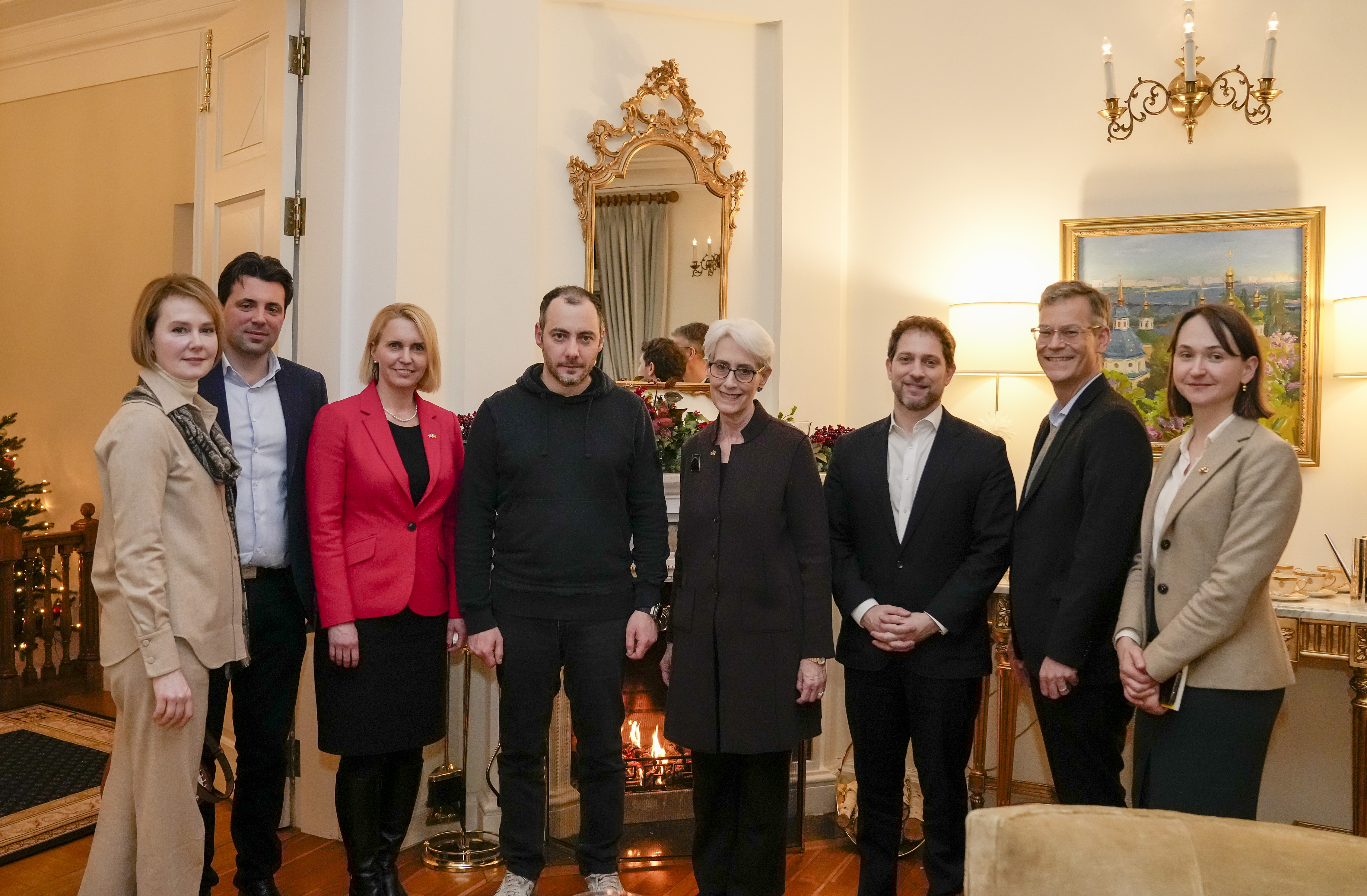
En visite à Kyiv en janvier 2022 avec Oleksandr Koubrakov et Volodymyr Koudrytskyy d'Ukrenergo.

Elle est secrétaire d'État adjointe des États-Unis en intérim du 3 novembre 2014 au 9 janvier 2015 sous la présidence de Barack Obama puis en titre du 21 avril 2021 au 29 juillet 2023 sous la présidence de Joe Biden.
Très engagée dans les négociations nucléaires avec la Corée du Nord, la Chine et l'Iran, elle prend sa retraite en juin 2024.